# Белль (Хунсрюк)
Белль (нем. Bell) — Гросгемайнде в Германии, в земле Рейнланд-Пфальц.
Входит в состав района Рейн-Хунсрюк. Подчиняется управлению Кастеллаун. Население составляет 1475 человек (на 31 декабря 2010 года). Занимает площадь 23,53 км².

## Фотографии

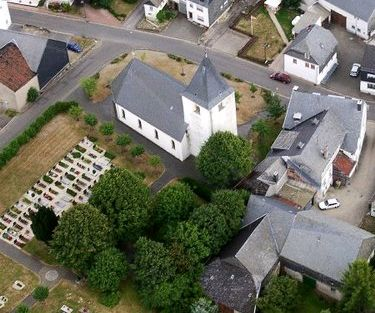
Церковь
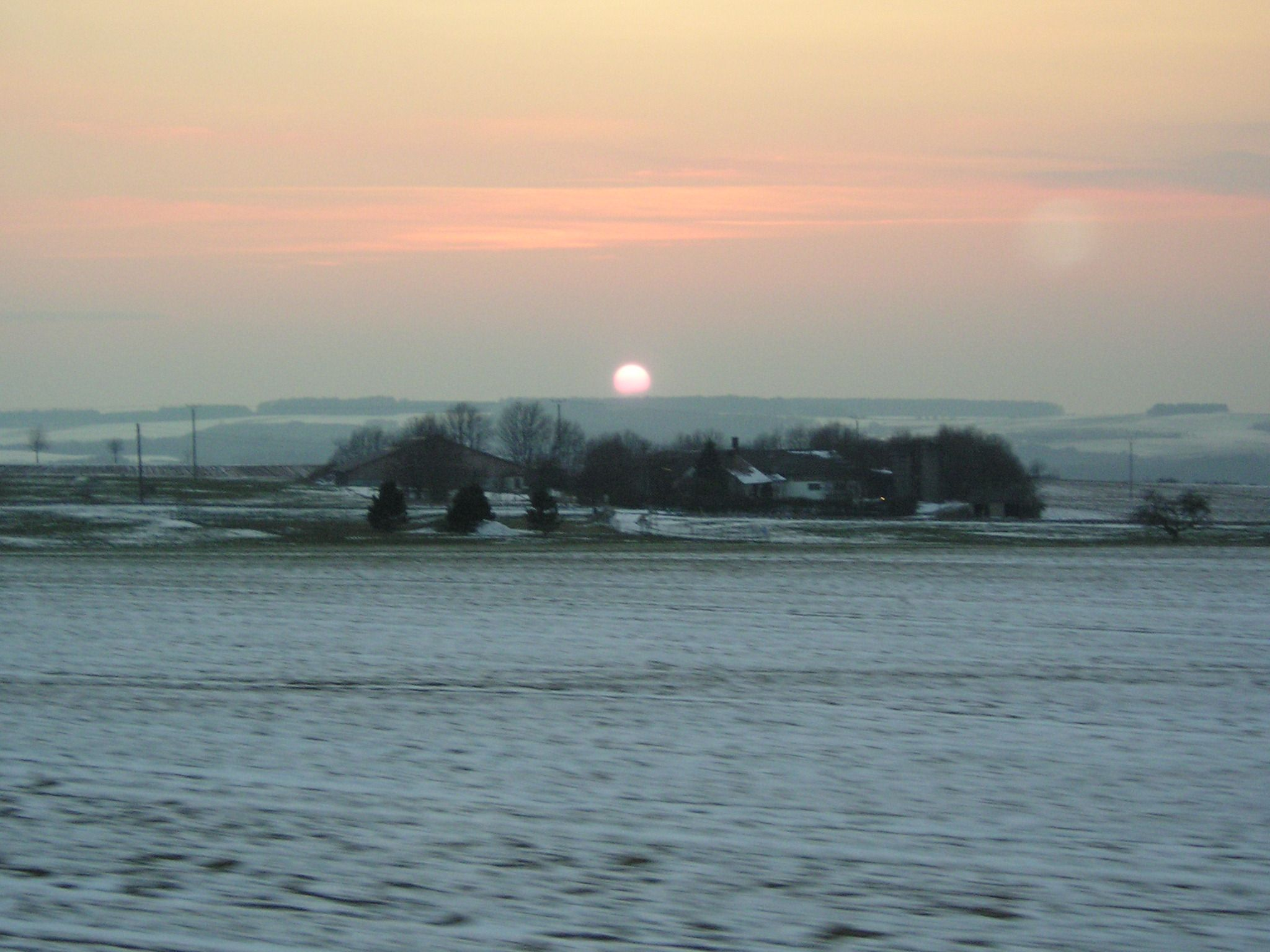
Вокзал
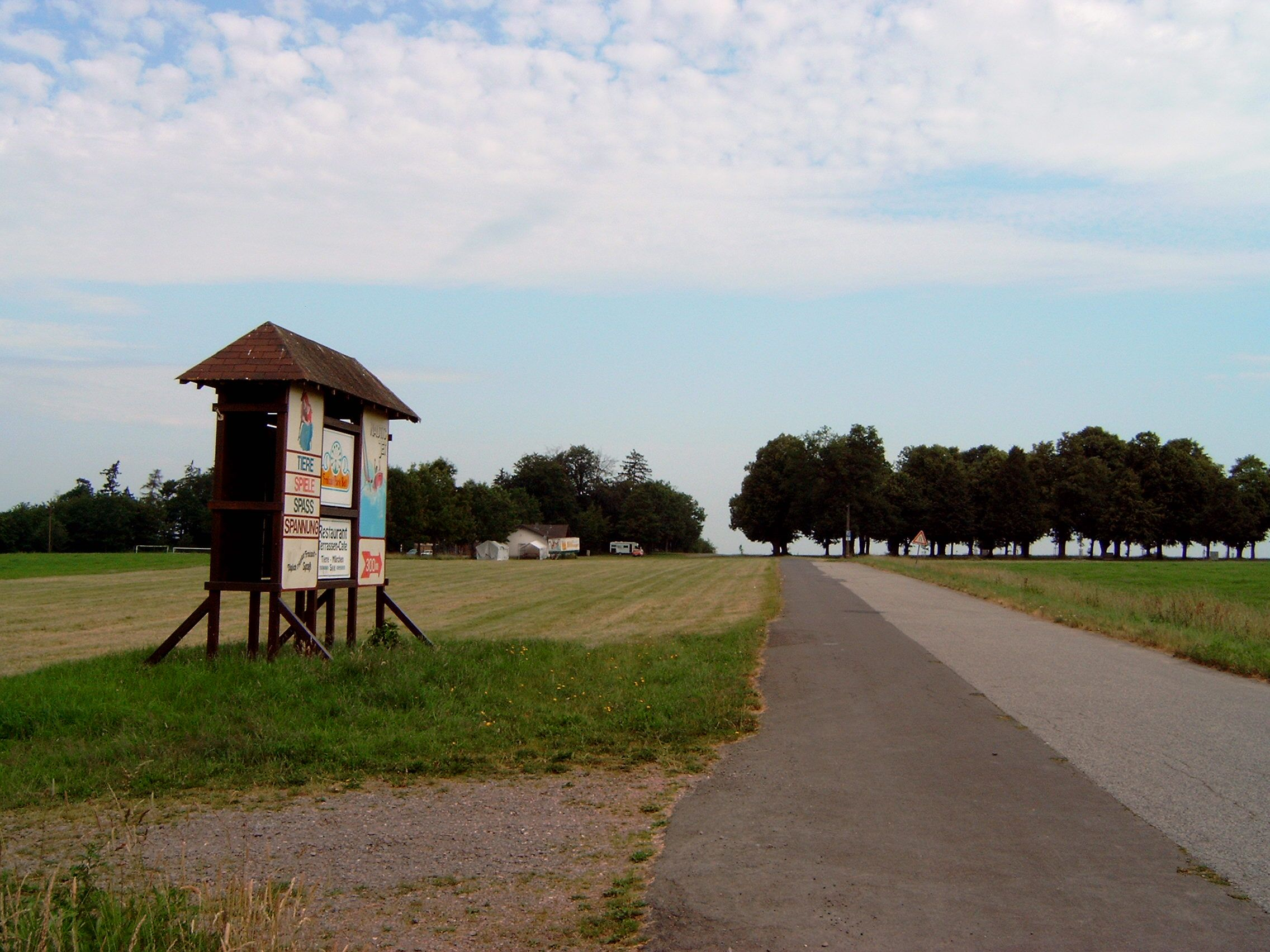
Рыночная площадь